# Manuel Oribe
Manuel Ceferino Oribe y Viana (Montevidéu, 27 de agosto de 1792 — Montevidéu, 12 de novembro de 1857) foi um caudilho, militar, político e segundo presidente da República Oriental do Uruguai.
Filho do capitão Francisco Oribe e de María Francisca Viana, descendente do primeiro governador de Montevideu, José Joaquín de Viana, foi o segundo presidente da república do Uruguai. Com a sua ascensão à presidência do Uruguai em 1835, iniciou-se um longo período de lutas civis que dominaram a vida política do país até 1904.
Alistou-se no exército patriótico do rio da Prata e lutou sob o comando de Artigas nas campanhas de 1811 e 1816. Em 1825, ao lado de Lavalleja, combateu o domínio brasileiro no Uruguai. Foi um dos líderes do movimento contra a dominação brasileira e distinguiu-se na batalha de Ituzaingó em 1827. Quando o Uruguai conquistou a independência em 1830, passou a ministro da Guerra sob a presidência de José Fructuoso Rivera. Em 1835 Oribe, um dos fundadores do Partido Blanco, foi eleito presidente do Uruguai, sucedendo Rivera. Iniciou reformas políticas e sociais e criou a Universidade Nacional de Montevidéu.
Em 1836 Rivera chefiou uma revolta contra o regime pró-argentino de Oribe. Após quase dois anos de lutas, Rivera ocupou Montevidéu e depôs Oribe, que se refugiou em Buenos Aires.  Aliando-se ao ditador argentino Juan Manuel de Rosas, que lhe confiou exércitos para a reconquista do poder, sitiou Montevidéu; o cerco durou nove anos e transcorreu na conhecida Guerra Grande.
Em 1851 se rendeu às tropas brasileiras, que haviam iniciado a campanha contra Rosas, e de Justo José de Urquiza, líder dos revolucionários argentinos que, apoiado pelo Brasil, derrotou Rosas em 1852. Oribe abandona a vida política. Regressou em 1855 a Montevidéu, onde morreu em 12 de novembro de 1857.

## Legado
Oribe fundou o nacionalismo uruguaio com forte apoio da população mais pobre daquele país, em especial dos gaúchos. Era um militar experiente que liderou e venceu inúmeros combates.